# Raion d'Amvròssiïvka
El raion d'Amvròssiïvka (en ucraïnès Амвросіївський район) és un raion de iure de l'óblast de Donetsk d'Ucraïna, situat actualment a la zona controlada per Rússia anomenada República Popular de Donetsk. Comprèn una superfície de 1500 km². La seva capital és la ciutat d'Amvròssiïvka.
Segons estimació del 2010 tenia una població total de 49.900 habitants. El codi KOATUU és 1420600000. El codi postal 87300 i el prefix telefònic +380 6259.